# Liste der Seen in Belgien
Diese Liste von Seen in Belgien gibt einen Überblick über Seen und Stauseen in Belgien.
Als größtes Seengebiet Belgiens gelten die Seen von Eau d'Heure mit einer Fläche von 617 ha (6,17 km²).